# 坪井直樹
坪井 直樹（つぼい なおき、1969年8月6日 - ）は、テレビ朝日のエグゼクティブアナウンサー。

## 経歴
東京都世田谷区出身。世田谷区立東深沢小学校、世田谷区立東深沢中学校、慶應義塾高等学校、慶應義塾大学法学部政治学科を卒業。
1993年4月にテレビ朝日に入社。スポーツキャスターとして、『ニュースステーション』や『ステーションEYE』などでスポーツコーナーを担当。
1997年3月から2010年3月26日にかけては『スーパーJチャンネル』のキャスターを務めた。その後2010年3月29日から2013年3月まで平日のお昼の『ANNニュース』担当。
同期アナウンサーだった丸川珠代が第21回参議院議員通常選挙への出馬を表明し、突然テレビ朝日を退社（2007年5月16日付で正式退職）した為に、2007年5月15日から5月25日まで、その代打として平日のお昼の『ANNニュース』も担当していた。
2013年4月1日から9月27日までは『やじうまテレビ!』を担当し、9月30日から現在まで『グッド!モーニング』の総合司会を務めている。

## 人物
妻は坪井と同じくテレビ朝日社員で元アナウンサー（2期下）の高橋真紀子。『スーパーJチャンネル』出演初期に共演しており、それが交際を始めるきっかけとなった。現在は2男の父。
世田谷区立東深沢小学校の出身で、同学年に女子プロレスラーの三田英津子がいる。
特技はヴァイオリンであり、2015年2月18日・19日放送の『徹子の部屋コンサート』で披露している。
また、1999年にベートーヴェンの弦楽四重奏曲の小品（アレグレット ロ短調）が新発見された際、それを報じるニュースの中で、自らヴァイオリンでその旋律を弾いてみせたことがある。
プロ野球では、巨人ファンである。

## 出演番組
報道・情報番組
| 期間       | 期間      | 番組名               | 役職                                             | 備考 |
| ---------- | --------- | -------------------- | ------------------------------------------------ | --- |
| 1993年10月 | 1996年9月 | ニュースステーション | スポーツキャスター                               | 番組登板から半年は、お天気キャスターを兼務 |
| 1996年10月 | 1997年3月 | ステーションEYE      | 平日スポーツキャスター                           | |
| 1997年4月  | 1998年3月 | スーパーJチャンネル  | 平日サブキャスター兼金曜日全国ニュースキャスター | |
| 1998年4月  | 1998年9月 | スーパーJチャンネル  | 月～木曜日メインキャスター                       | |
| 1998年10月 | 2010年3月 | スーパーJチャンネル  | 平日メインキャスター                             | |
| 2010年4月  | 2013年3月 | ワイド!スクランブル  | 『ANNニュース』担当キャスター                    | 以前は、同期の丸川珠代が参院選出馬による退職に伴い、代行キャスターとして担当 |
| 2013年4月  | 2013年9月 | やじうまテレビ!      | 総合司会兼『ANNニュース』担当キャスター          | |
| 2013年10月 | 現在      | グッド!モーニング    | 平日総合司会                                     | 番組開始から半年は『ANNニュース』担当キャスターを兼務、途中2ヶ月は、新型コロナウイルス感染症対策による2班体制に伴い木・金曜日の出演を見合わせ、また、2班体制期間中はエンタメコーナーも担当 |

その他
- 新幹線が未来を運ぶ! 長野 - 金沢をつなぐ夢（長野朝日放送・北陸朝日放送、2010年11月3日） - コーディネーター
- ニュースの深層

## 出演映画
- ゴーちゃん。〜モコとちんじゅうの森の仲間たち〜（2017年公開） - モコのお父さん 役（声の出演）[3]

## 同期アナウンサー
- 角澤照治（大学の同級生）
- 大下容子（同上）
- 丸川珠代（退職→自由民主党参議院議員）